# 丁鸣
丁鸣（1925年—），原名吕守科，笔名夏冰、燕飞等，男，山东莱芜人，中国作曲家、音乐教育家，曾任沈阳音乐学院院长，中国音乐家协会常务理事。